# Wojciech Korpal
Wojciech Korpal (ur. 2 lipca 1947 w Lipnie, zm. 24 sierpnia 2010 w Jaranowie) – polski chemik i przedstawiciel nauk rolniczych, specjalizujący się w aparatach i procesach przemysłu chemicznego i spożywczego.
W 2005 roku uzyskał, na podstawie rozprawy Granulowanie materiałów rolno-spożywczych metodą bezciśnieniową stopień doktora habilitowanego nauk rolniczych w zakresie inżynierii rolniczej. Kolokwium habilitacyjne odbyło się na Wydziale Inżynierii Produkcji Akademii Rolniczej w Lublinie.
Był współzałożycielem oraz (w latach 1982–1989) członkiem Tajnej Komisji Zakładowej  Solidarności na Akademii Techniczno-Rolniczej w Bydgoszczy.
Kierował zakładem Technologii Żywności na Uniwersytet Technologiczno-Przyrodniczy w Bydgoszczy. W latach 1999–2005 pełnił funkcję prodziekana ds. nauki, a od 2008 roku był dziekanem Wydziału Technologii i Inżynierii Chemicznej UTP. Odznaczony był Złotym Krzyżem Zasługi oraz Medalem Komisji Edukacji Narodowej.
Miał on ze swoją żoną, Grażyną, syna Michała.
24 sierpnia 2010 jego samochód uległ wypadkowi w Jaranowie. Zmarł w czasie lotu śmigłowcem, który transportował go do szpitala.

## Wybrane publikacje
- Granulowanie materiałów rolno-spożywczych metodą bezciśnieniową (2005, rozprawa habilitacyjna)
- Ćwiczenia laboratoryjne z inżynierii chemicznej: praca zbiorowa. Cz. 1, Ćwiczenia laboratoryjne z procesów mechanicznych (1979, współautor)